# سیارک ۱۰۷۸۰۵
سیارک ۱۰۷۸۰۵ (به انگلیسی: 107805 Saibi، نامگذاری:2001FY58) صد و هفت هزار و هشتصد و پنجمین سیارک کشف شده‌است که در ۲۱ مارس ۲۰۰۱ کشف شد.